# لغة رسمية

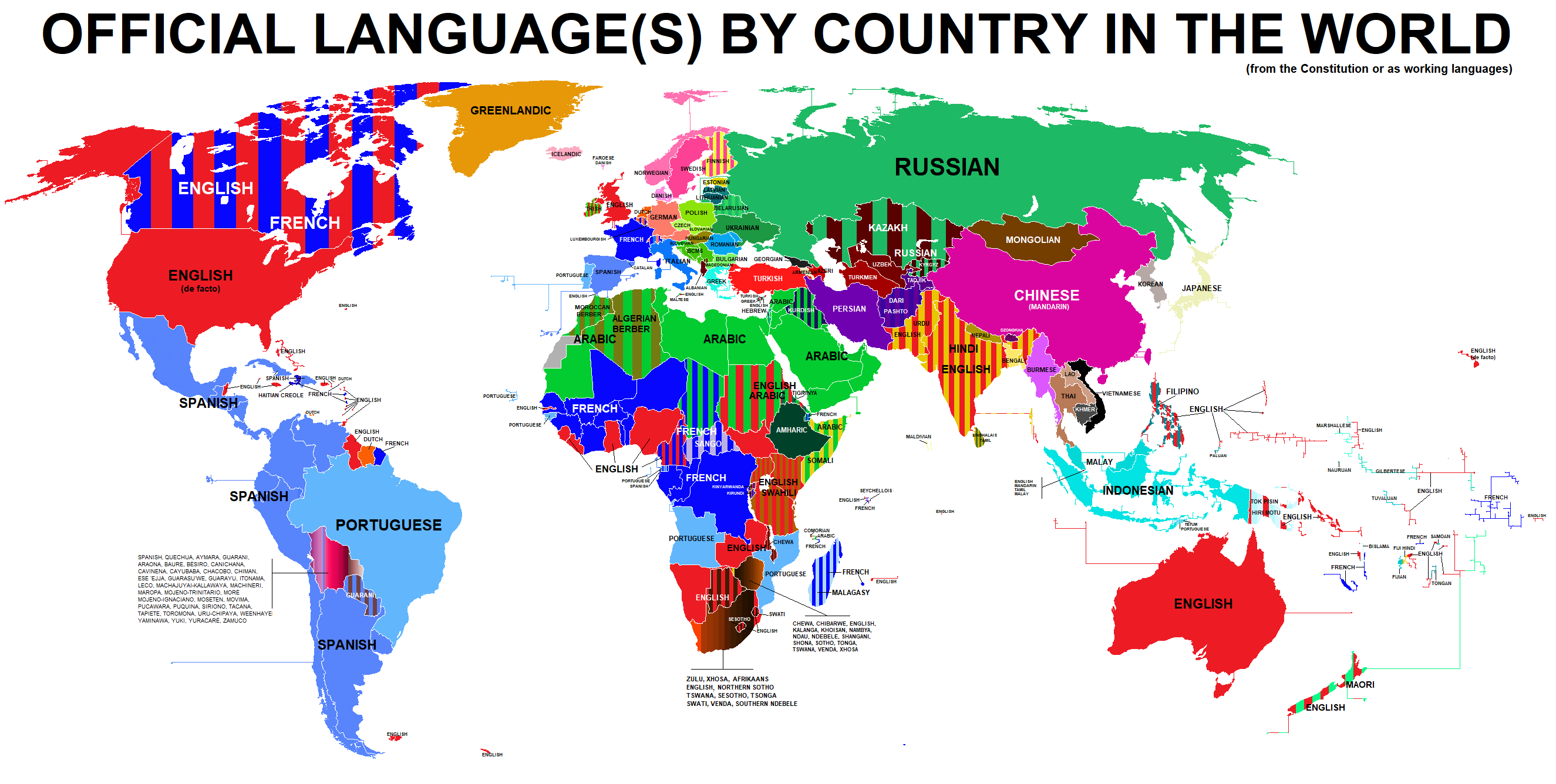
اللغات الرسمية حسب البلد

اللغة الرسمية هي لغة تُعطى اعتبارًا قانونيًا خاصًا في دولة معينة. عادةً ما تكون لغة الدولة الرسمية اللغة المستخدمة داخل الحكومة (على سبيل المثال في المحاكم والبرلمان والإدارات). بما أن «وسائل تعبير الشعب لا يمكن تغييرها بأي قانون»، فإن عبارة «لغة رسمية» لا تشير عادةً إلى اللغة المستخدمة من طرف شعب أو دولة، وإنما إلى اللغة المستخدمة من طرف حكومتها.
حول العالم، تمتلك 178 دولة لغة رسمية واحدة على الأقل، و101 دولة منها تعترف بأكثر من لغة. تذكر العديد من دساتير العالم لغة رسمية أو وطنية واحدة أو أكثر. تستخدم بعض الدول تعيينَ اللغة الرسمية لدعم مجموعات السكان الأصليين من خلال منحهم إمكانية الوصول إلى الحكومة في لغاتهم الأصلية. الإنكليزية هي اللغة الأكثر شيوعًا، حيث تعترف بها 51 دولة. اللغات العربية والفرنسية و‌الإسبانية أيضًا معترف بها على نطاق واسع.
تعيش الفلبين وأجزاء من إفريقيا مع مفارقة ثقافية غريبة. على الرغم من أن اللغة الرسمية قد تكون الفرنسية أو الإنجليزية، إلا أن هذه ليست اللغات الأكثر انتشارًا في البلد. يذكر العديد من دساتير العالم لغة أو أكثر من اللغات الرسمية أو الوطنية. تستخدم بعض البلدان تسمية اللغة الرسمية لتمكين مجموعات السكان الأصليين من خلال منحهم إمكانية الوصول إلى الحكومة بلغاتهم الأصلية. وفي البلدان التي لا تحدد لغة رسمية رسميًا، عادة ما تتطور لغة وطنية بحكم الواقع.

## نبذة تاريخية
قرابة عام 500 قبل الميلاد، عندما ضم دارا الأول بلاد ما بين النهرين إلى الإمبراطورية الفارسية، اختار شكلًا من أشكال اللغة الآرامية (ما يسمى بالآرامية الرسمية أو الآرامية الإمبراطورية) وسيلة للاتصال الكتابي بين المناطق المختلفة للإمبراطورية الشاسعة مع مختلف شعوبها ولغاتها. استخِدمت الكتابة الآرامية على نطاق واسع من مصر في الجنوب الغربي إلى باجتر وبلاد الصغد في الشمال الشرقي. أمليت النصوص باللهجات المحلية لكنها كُتبت باللغة الآرامية، لتعاد قراءتها باللغة الأصلية في أماكن تسليهما.
وحد إمبراطور تشين الأول اللغة المكتوبة في الصين بعد توحيد البلاد في عام 221 قبل الميلاد. بقيت اللغة الصينية الكلاسيكية هي اللغة المكتوبة القياسية على مدار الألفين عام القادمة. تلقى توحيد اللغة المنطوقة اهتمامًا سياسيًا أقل، وتطورت لغة الماندرين على أساس مرحلي من لهجات العواصم الإمبراطورية المختلفة حتى توحيدها رسميًا في أوائل القرن العشرين.

## اللغات الرسمية حسب البلد والإقليم

### أفغانستان
وفقًا للفصل الأول، المادة 16 من دستور أفغانستان، تمنح الحكومة الأفغانية مكانة متساوية للغة البشتوية والدرية باعتبارهما لغتين رسميتين.

### أستراليا
اللغة الإنجليزية هي اللغة الوطنية الفعلية لأستراليا، في حين أن أستراليا ليس لديها لغة رسمية بحكم القانون، واللغة الإنجليزية هي اللغة الأولى لغالبية السكان، وقد ترسخت باعتبارها لغة وطنية بحكم الواقع منذ الاستيطان الأوروبي، وهي اللغة الوحيدة المستخدمة في منازل الأستراليين بنسبة 72%.

### أذربيجان
تحدد المادة 21 من دستور أذربيجان اللغة الأذربيجانية لغة رسمية لجمهورية أذربيجان.

### بنغلاديش
بعد استقلال بنغلاديش عام 1971، تبنى رئيس الدولة آنذاك الشيخ مجيب الرحمن سياسة «دولة واحدة ولغة واحدة». اللغة الوطنية الفعلية، البنغالية، هي اللغة الرسمية الوحيدة في بنغلاديش وفقًا للمادة الثالثة من دستور بنغلاديش. قدمت حكومة بنغلاديش قانون تنفيذ اللغة البنغالية لعام 1987 لضمان الاستخدام الإلزامي للغة البنغالية في جميع الشؤون الحكومية.

### بيلاروسيا
اللغتان البيلاروسية والروسية لغتان رسميتان في جمهورية بيلاروسيا.

### بلجيكا
لدى بلجيكا ثلاث لغات رسمية: الهولندية والفرنسية والألمانية.

### بلغاريا
البلغارية هي اللغة الرسمية الوحيدة في بلغاريا.

### كندا
بموجب قانون دستور عام 1982، منحت الحكومة الفدرالية في كندا الطابع الرسمي لكلتا اللغتين الإنجليزية والفرنسية. مقاطعة نيو برونزويك هي أيضًا ثنائية اللغة رسميًا، مثلما هو الحال في يوكون. يوجد في نونافوت أربع لغات رسمية: الإنجليزية والفرنسية والإنكتيتوتية والإينويناكتون. لدى الأقاليم الشمالية الغربية إحدى عشرة لغة رسمية: تشيبويان/ديني، كري، وإنجليزية، وفرنسية، وغويتشين، وإينويناكتون، وإنوكتيتوت، وإينوفيالوكتون، وشمال سلافي، وجنوب سلافي، وتليتشو (دوغريب). ومع ذلك، تقدم جميع المقاطعات بعض الخدمات الضرورية باللغتين الإنجليزية والفرنسية.
مقاطعة كيبيك مع قانون اللغة الرسمية (كيبيك) وميثاق اللغة الفرنسية تعرف الفرنسية، لغة غالبية السكان، باعتبارها اللغة الرسمية لحكومة المقاطعة.

### إثيوبيا
إثيوبيا لديها خمس لغات رسمية (كانت الأمهرية الوحيدة حتى عام 2020): الأمهرية، والأورومية، والصومالية، والتغرينية، والعفارية، لكن الأمهرية هي اللغة الرسمية الفعلية الوحيدة التي تستخدمها الحكومة في إصدار رخص القيادة، ورخص الأعمال، وجوازات السفر، والشؤون الدبلوماسية الخارجية. بالإضافة إلى ذلك، تكون وثائق المحاكم باللغة الأمهرية، والدستور مكتوب باللغة الأمهرية، مما يجعل الأمهرية لغة رسمية عليا في البلاد.

### فنلندا
وفقًا لدستور فنلندا، فإن اللغتين الفنلندية والسويدية هما اللغتان الوطنيتان للجمهورية، مما يمنح متحدثي هاتين اللغتين الحق في التواصل مع السلطات الحكومية واستلام الوثائق الرسمية منها بأي من اللغتين في أي جزء من البلاد، مما يجعل هاتين اللغتين لغتين رسميتين بحكم الامر الواقع. يملك متحدثو اللغات السامية نفس الحقوق في منطقتهم الأصلية (وطن السامي).

### ألمانيا
الألمانية هي اللغة الرسمية لألمانيا. ومع ذلك، فإن لغات الأقليات تشمل الصوربية (الصوربية العليا والصوربية السفلى)، والرومانية، والدنماركية، والفريزية الشمالية، وهي لغات معترف بها رسميًا. تنتشر لغات المهاجرين مثل التركية والروسية والإسبانية على نطاق واسع، ولكنها غير معترف بها رسميًا.

### هونغ كونغ
وفقًا للقانون الأساسي لهونغ كونغ وقانون اللغات الرسمية، فإن اللغتين الصينية والإنجليزية هما اللغتان الرسميتان. تنوع اللغة الصينية غير محدد؛ ومع ذلك، تشكل الكانتونية، كونها اللغة الأكثر استخدامًا من قبل غالبية سكان هونغ كونغ، المعيار الفعلي. بالمثل، تُستخدم الأحرف الصينية التقليدية بشكل شائع في هونغ كونغ وتشكل المعيار الفعلي للصينية المكتوبة، ومع ذلك، هناك وجود متزايد للأحرف الصينية المبسطة خاصة في المجالات المتعلقة بالسياحة. في الاستخدام الحكومي، تكون المستندات المكتوبة باستخدام الأحرف الصينية التقليدية موثوقة أكثر من تلك المكتوبة بأحرف صينية مبسطة.

### الهند
ينص الدستور الهندي (الجزء 17) على أن اللغة الرسمية لحكومة الهند هي اللغة الهندية المكتوبة بخط الديفاناغاري. على الرغم من أن النوايا الحقيقية للدستور كانت التخلص التدريجي من اللغة الإنجليزية كلغة رسمية، فقد قُدمت بنود تنص على أن «مجلس النواب قد يحدد بموجب قانون استخدام ... اللغة الإنجليزية».
يحتوي الجدول الثامن من الدستور الهندي على 22 لغة، وأشير إليها باللغات المجدولة ومُنحت الاعتراف والمكانة والتشجيع الرسمي. بالإضافة إلى ذلك، منحت حكومة الهند امتياز اللغة الكلاسيكية إلى التاميل، والسنسكريتية، والكنادية، والتيلوغوية، والماليالامية، والأوريا.

### إندونيسيا
اللغة الرسمية في إندونيسيا هي اللغة الإندونيسية (البهاسا الإندونيسية). نُظمت لغة البهاسا الإندونيسية في الفصل الخامس عشر من دستور إندونيسيا لعام 1945.

### إسرائيل
في 19 يوليو 2018، أقر الكنيست قانونًا أساسيًا تحت عنوان إسرائيل الدولة القومية للشعب اليهودي، والذي يعرف العبرية بأنها «لغة الدولة» والعربية لغة ذات «مكانة خاصة في الدولة» (المادة 4). يضيف القانون أن هذا لا ينبغي تفسيره على أنه يُضعف مكانة اللغة العربية عمليًا قبل سن هذا القانون الأساسي، مما يعني أنه يحافظ على الوضع القائم ويغير مكانة اللغة العبرية والعربية بشكل اسمي فقط.

قبل سن القانون الأساسي المذكور أعلاه، تحدد وضع اللغة الرسمية في إسرائيل بموجب الفقرة 82 من «مرسوم مجلس فلسطين» الصادر في 14 أغسطس 1922، للانتداب البريطاني على فلسطين، بصيغته المعدلة في عام 1939:
«يجب نشر جميع المراسيم، والإشعارات الرسمية، والنماذج الرسمية للحكومة، وجميع الإشعارات الرسمية للسلطات المحلية، والبلديات في المناطق المُحددة بأمر من المفوض السامي، باللغات الإنجليزية والعربية والعبرية».
أقِر هذا القانون، مثل معظم قوانين الانتداب البريطاني الأخرى، في إسرائيل، مع مراعاة بعض التعديلات التي نشرتها السلطة التشريعية المؤقتة في 19 مايو 1948. وينص التعديل على ما يلي:
«يُلغى أي نص في القانون يقضي باستخدام اللغة الإنجليزية».
في معظم المدارس العامة، لغة التدريس الرئيسية هي العبرية، وتُدرس اللغة الإنجليزية كلغة ثانية، ويتعلم معظم الطلاب لغة ثالثة، عادة العربية، ولكن ليس بالضرورة. المدارس العامة الأخرى تعتمد اللغة العربية لغة التدريس الرئيسية، وتقوم بتدريس اللغة العبرية كلغة ثانية، واللغة الإنجليزية كلغة ثالثة. هناك أيضًا مدارس ثنائية اللغة تهدف إلى تدريس اللغتين العبرية والعربية على قدم المساواة.
تتمتع بعض اللغات غير العبرية والعربية، مثل الإنجليزية، والروسية، والأمهرية، واليديشية، والإسبانية اليهودية، بوضع خاص إلى حد ما، ولكنها ليست لغات رسمية. على سبيل المثال، يجب ترجمة ما لا يقل عن 5% من وقت بث القنوات التلفزيونية المملوكة للقطاع الخاص إلى اللغة الروسية (يُمنح امتياز مماثل للغة العربية)، ويجب ترجمة التحذيرات إلى عدة لغات، وتكون اللافتات في الغالب بثلاث لغات (العبرية والعربية والإنجليزية)، وتدعم الحكومة الثقافة اليديشية والإسبانية اليهودية (إلى جانب الثقافة العبرية والعربية).

## إحصائيات
يوجد 178 دولة لديها لغة رسمية على المستوى الوطني. تعد اللغة الإنجليزية هي الأكثر شيوعًا حيث تعد لغة رسمية في 67 دولة. تأتي الفرنسية في المرتبة الثانية بـ 29 دولة، والعربية في المرتبة الثالثة بـ26 دولة، والإسبانية في المرتبة الرابعة بـ21 دولة، والبرتغالية هي اللغة الرسمية لعشر دول، والألمانية هي اللغة الرسمية ل6 دول.
بعض الدول تشبه أستراليا، المملكة المتحدة والولايات المتحدة ليس لها لغة رسمية معترف بها. ومن ناحية أخرى، تعترف بوليفيا رسميًا بـ 37 لغة، وهي أعلى نسبة تعترف بها أي دولة في العالم. تأتي الهند في المرتبة الثانية بعد بوليفيا ب23 لغة رسمية. تليها جنوب إفريقيا ب11 لغة رسمية متساوية من حيث عدد المتحدثين.

## البدائل السياسية
غالبًا ما يكون اختيار لغة رسمية (أو عدم وجود لغة رسمية) محل خلاف. والبديل عن وجود لغة رسمية واحدة هو تعدد اللغات الرسمية، حيث تعترف الحكومة بعدة لغات رسمية. حيث تتوفر جميع الخدمات الحكومية بجميع اللغات الرسمية. ويجوز لكل مواطن اختيار لغته المفضلة عند إجراء الأعمال. وقد وصف هذا الخيار بأنه مثير للجدل، وفي بعض المجالات الأخرى التي تم اقتراحه فيها، تم رفض الفكرة. كما تم وصفه بأنه ضروري للاعتراف بالمجموعات العرقية المختلفة، أو كميزة للبلد في تقديم نفسه للغرباء.